# Assassin's Creed (videojoc)
Assassin's Creed és un videojoc desenvolupat per Ubisoft Montreal i publicat per Ubisoft. Va ser llançat a tot el món el novembre del 2007.
El videojoc tracta sobre la Tercera Croada, l'any 1191. El jugador assumeix el rol d'Altaïr (en àrab الطائر, "El volador"), un membre de la secta Hashshashin (els "assassins" originals), l'objectiu del qual és matar nou figures històriques que han propagat les Croades. Com que el jugador troba i mata aquests objectius, la seva conspiració és revelada. El jugador haurà de viatjar a través de tres ciutats: Jerusalem, Acre i Damasc, a part del castell de Masyaf.
Però també desenvolupa una història paral·lela en el que seria el 2012, que té com a protagonista Desmond Myles, un cambrer d'un bar que és descendent de la nissaga de Hashshashin.
L'entorn en què es mou el jugador és totalment interactiu ("Si hi ha més de 2 polzades, és interactiu" segons deia Jade Raymond en una entrevista), i des de la gent fins a les ciutats són històricament acurades. Aquestes ciutats estan poblades per molta gent, i la manera en què el jugador controla l'Altaïr afecta com reacciona la gent del seu voltant davant la seva presència. Per exemple, quan va a través d'una multitud, si el jugador destorba algú, es farà un efecte significant. No obstant això, si el jugador empeny algú i el mata, la multitud de persones poden anar en contra seva i haurà de fugir. Tanmateix, si el jugador empeny una persona a un costat, el poden empènyer en resposta. Si el personatge puja per murs, els ciutadans estaran al voltant del mur en qüestió, atraient l'atenció indesitjada dels guardes.
Els productors del videojoc podran dir que l'Assassin's Creed està ben ambientat en un temps històric ben acurat. Les localitzacions del videojoc són de ciutats que van tenir una gran importància històrica en l'època de la Tercera Croada. Tots els objectius de l'Altaïr són també fets històrics de l'any 1191 (encara que no és necessàriament assassinat).
Pel camí, no obstant això, l'Altaïr comença a descobrir que els seus objectius són més que el benefici propi i personal. Sembla que comparteix una gran relació amb una societat secreta – un grup de Hashshashin. I no ho fan per propi benefici. El seu objectiu principal, i com planegen aconseguir-lo, són els secrets a descobri durant el curs de la història.
La història inicia amb una missió encomanada per Al-Muhalin, cap dels assassins, en què l'Altaïr és enviat a buscar un objecte de tecnologia antiga anomenat "fruit de l'Edèn", però els templers oposen resistència i un dels companys de l'Altaïr mor en batalla mentre que l'altre perd un braç, per culpa de la hipocresia d'Altaïr.

## Mode de joc
L'objectiu primari del joc és dur a terme els assassinats encomanats pel líder de la Germanor, Al Mualim. Per a assolir-lo, el jugador ha de ser cautelós i portar a terme determinades missions per a reunir informació sobre el seu blanc. Aquestes missions inclouen interrogar, robar, tafanejar i complir tasques d'informants, companys assassins que donaran informació en canvi d'assassinar certs blancs o recol·lectar estendards.
Addicionalment, el jugador pot complir objectius secundaris, com escalar talaies (per a completar els mapes), rescatar ciutadans de l'abús dels guàrdies de la ciutat, localitzar i assassinar templer o recol·lectar els diferents tipus d'estendards.
El joc té lloc principalment en Terra Santa, i quatre ciutats principals: Jerusalem, Acre, Damasc i Masyaf, el bastió assassí.
Les vastes terres que separen aquestes ciutats també estan presents en el joc com "El Regne", en el qual també hauríem de cercar estendards i eliminar templers, a més de poder recórrer-lo i lluitar a lloms d'un cavall.
Els desenvolupadors del joc comenten que els ambients són històricament exactes. Cada ciutat té un ambient altament detallat i poblat per molta gent de diverses procedències i riqueses. El personatge pot interaccionar amb ells, els quals respondran de manera lògica. Per exemple, quan Altaïr escala edificis sense l'ajuda d'una escala, els ciutadans es detindran, es reuniran al voltant de l'edifici, i comentaran la seua conducta inusual o li advertiran que no ho ajudaran si es fa mal.
Algunes accions, com matar a un innocent o escalar edificis, pot cridar l'atenció indesitjada dels guàrdies propers, qui s'alertaran o fins i tot ens atacaran. Si s'arribara a tenir contacte amb guàrdies fora d'aquestes ciutats, el jugador serà perseguit. Tot depèn del nivell d'alerta que presenten els soldats: si es troba en groc, indica que s'és cercat però no observat; si es troba en roig, indica que el jugador aquesta sent perseguit
Per a portar a terme els assassinats i altres tasques, el jugador ha de considerar l'ús d'accions de "perfil baix" i "perfil alt". Accions de perfil baix permeten a Altaïr barrejar-se entre la multitud passant suaument entre altres ciutadans, amagar-se en els jardins de les teulades, en bancs o en un grup d'erudits, accions que redueixen el nivell d'alerta.
Les accions de perfil alt són més notables i inclouen córrer, escalar edificis per a arribar a punts alts, espentar, agarrar i atacar o assassinar enemics; portar a terme aquestes accions a vegades poden despertar el nivell d'alerta de la ciutat. Una vegada que la ciutat aquesta en alerta, el jugador ha de dur a terme accions de perfil baix, com asseure's en bancs, per a ocultar-se i abaixar el nivell d'alerta; mentre el jugador es troba amagat, l'indicador es torna blau.
El jugador, una vegada realitzat l'assassinat de l'objectiu principal, guanyarà tant armes noves com habilitats de combat, com són els ganivets per llançar, o les tècniques de contraatacar i evadir colps. A part dels seus punys, Altaïr disposa d'una espasa, una fulla curta, i ganivets per a llançar des de certa distància. També compta amb una fulla retràctil oculta en la màniga del seu braç esquerre, la qual pot ser usada per a assassinar blancs a molt curta distància i amb molta discreció (els assassins que porten aquest objecte no tenen dit anular per a la seua utilització). Un assassinat en perfil baix permet assassinar a poca distància dels guàrdies però sense atraure massa atenció, mentre que un assassinat en perfil alt pot fer-se en carrera, però serà notat per tots a primera vista. Segons avança el joc, els guàrdies es tornen més suspicaces a les accions d'Altaïr.
La salut del jugador es descriu com la sincronització entre Desmond i les memòries d'Altaïr; si Altaïr és ferit o agredeix a un ciutadà innocent, cert nivell de sincronització es perd; si tota sincronització desapareix, la memòria que Desmond estava experimentant reiniciarà en l'últim "punt de control". Quan la barra de sincronització s'omple, el jugador té l'opció addicional d'usar la "vista d'àguila", la qual cosa permet a l'Animus assenyalar a tots els personatges visibles en colors que corresponen a la seua relació amb el protagonista, amic (blau), enemic (roig), objectiu d'assassinat (groc) o font d'informació (blanc).

## Exactitud històrica

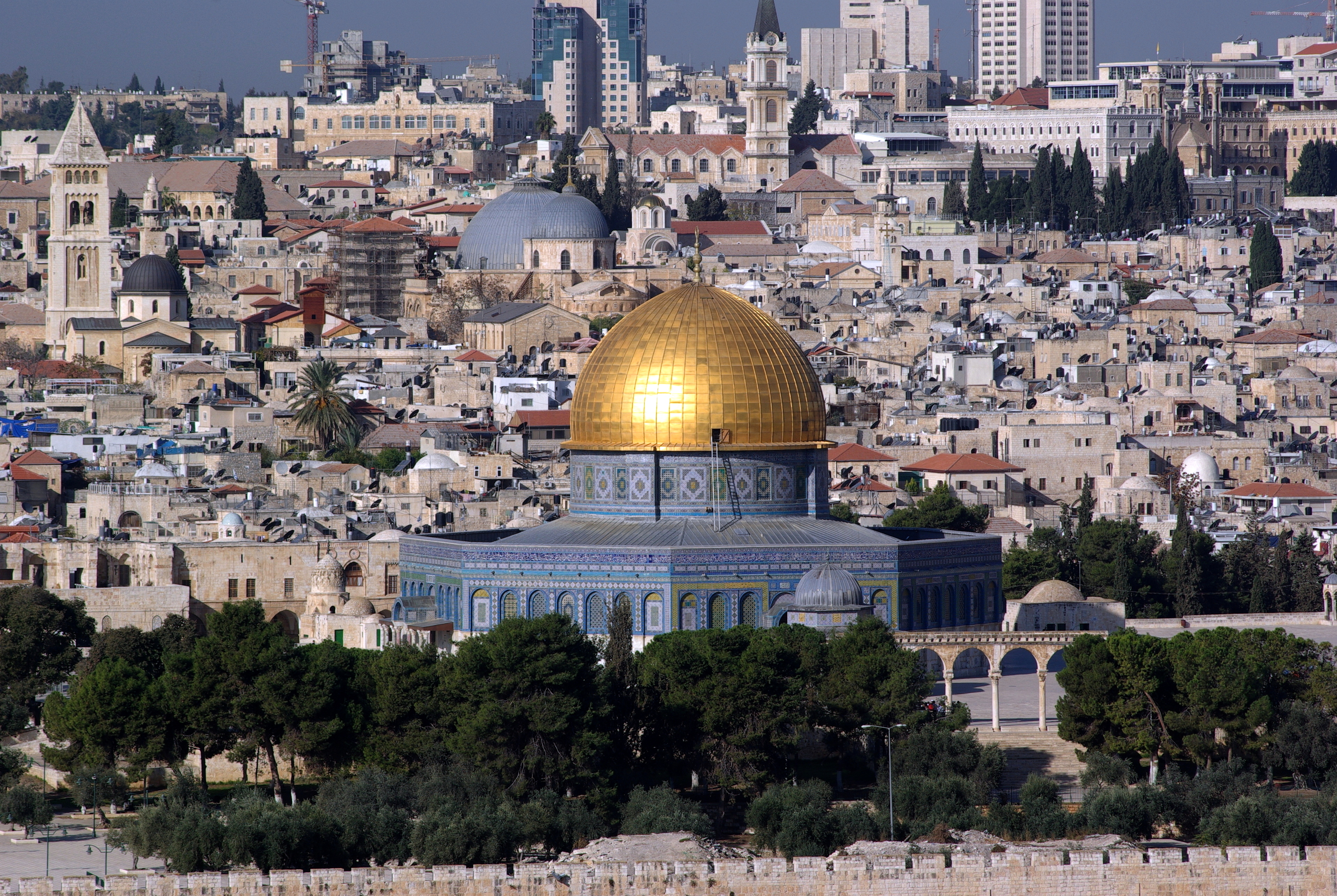
Cúpula de la Roca en el centre de l'Esplanada de les Mesquites.

Els nou homes assassinats estan basats en figures històriques que van viure al voltant de 1191. Segons els desenvolupadors tots ells van morir o van desaparèixer prop del 1191.
Hi ha cert realisme en el joc, ja que les missions tenen lloc en grans ciutats de l'edat mitjana, com el castell de Masyaf (on es nota una descripció raonablement exacta), Damasc, Sant Joan d'Acre i Jerusalem, les quals són ambientades com probablement lluïen en aqueix llavors, i fins i tot mostren rèpliques de llocs històrics reals, en el cas de Jerusalem, la Cúpula de la Roca, el Khan al-Umdan en Sant Joan d'Acre o bé la mesquita dels Omeies en Damasc.
Respecte al "salt de Fe", això ve d'una entrevista que va tenir el rei Enric de Jerusalem, nomenat després que Guiu de Lusignán i Conrat de Montferrat moriren. En l'entrevista que té amb "el Vell de les muntanyes" (doncs, així l'hi recorda en la història de les croades) aquest li demostra el que els seus homes estan disposats a fer per ell, i així és com "el Mestre", "el príncep dels Hashshashin", o com se'l denomina de diverses maneres, va ser qui va fer un gest i uns soldats es van llançar de les muralles i van morir estampats contra el sòl, cosa que va impressionar molt al rei de Jerusalem, Enric.
A més, entre altres personatges cèlebres de les Croades, en el joc Altaïr assassina a Guillem V de Montferrat, regent d'Acre; Garnier de Nablús, el Gran Mestre dels Hospitalers; Hochmeister Sibrand, Gran Maestre dels Cavallers Teutònics; i Robert de Sablé, Gran Mestre dels Cavallers Templers.
Una cosa és molt interessant, quan cavalca cap a Arsuf (o Arsur com ho denominaven els llatins) un pot treure el cap per les muntanyes i veure a l'exèrcit croat marxar, eixa és la batalla d'Arsuf.
Entre altres objectius estan Talal, comerciant d'esclaus en Jerusalem, Tamir, traficant d'armes en Damasc, el Rei Mercader, i el regent de Jerusalem.
Encara que els desenvolupadors intenten fer el videojoc el més realista possible, hi ha arguments en contra de les fonts històriques:
La majoria dels assassinats de Hashshashin que van tenir lloc van anar contra rivals musulmans. A més, alguns dels blancs que Altaïr que té en les seues missions, estaven morts, vells o malalts durant aqueix any.
Els cavallers Teutònics no estaven militaritzats sinó fins a 1198, iniciant com una ordre per a protegir els pelegrins que viatjaven per Terra Santa.
Robert de Sablé, Gran Maestre dels Cavallers Templers i Garnier de Nablús, el Gran Mestre dels Hospitalers van participar al costat dels Croats en la batalla d'Arsuf, però Altaïr els mata abans de la batalla.
Guillem V de Montferrat no va ser regent d'Acre en aqueixa època, sinó Guiu de Lusignan. A més, Guillem estava bastant vell en aqueixos temps (tenia 76 anys) i en el joc l'hi representa com una persona de mitjana edat. Ahoram sí que va assassinar Conrat de Montferrat, fill de Guillem de Montferrat, qui si era senyor de Tir i rivalitzava per la corona de Jerusalem amb el ja esmentat Guiu de Lusignán.

Encara que totes aquestes incoherències històriques es poden explicar amb la segona xarrada matinal que manté Desmond amb el Dr. Vidic: 
| « | "La història no és exactament com nosaltres volem que creuen". | » |

 Segons açò, Abstergo controla també la història i els mitjans d'informació.
Però recordem que així com el mateix Altaïr en el joc cerca la veritat, seria raonable pensar que historiadors seriosos també la cerquen. Pensem en René Grousset i Steven Runciman.

## Desenvolupament
El 28 de setembre de 2006, en una entrevista per a IGN Entertainment, la productora Jade Raymond confirmà que Altaïr era "un hitman medieval amb un misteriós passat" i que no era un viatge del temps. En una posterior entrevista el 13 de desembre del mateix anys també per part de la IGN a Kristen Bell (qui posa veu a Lucy, un dels personatges del videojoc) van parlar sobre el guió. D'acord amb l'entrevista, el guió se centra en la memòria genètica i la capacitat de veure vides passades d'assassins.
| «              | "De fet ho trobo molt interessant. És una espècie de base de dades on es pot buscar coses que han passat, basant-se en el fet que els gens podrien ser capaços de mantenir-ho a la memòria. I es podria argumentar semànticament i dir-se instint, però com pot un ocell nadó saber que s'ha de menjar un cuc en lloc d'una panerola, i si els seus pares no li ensenyen? I si aquesta empresa científica intenta, a l'estil Matrix, entrar en els cervells de la gent i descobrir un avantpassat que solia ser un assassí, i una mena de localitzar qui és aquesta persona". | » |
| — Kristen Bell | |   |

Raymond també va comentar en una entrevista que el joc està inspirat en la novel·la Alamut de Vladimir Bartol.
El 27 d'octubre de 2007, en una entrevista de la IGN Austràlia a Patrice Desilets va dir que el protagonista no parava de córrer i escalar amunt i avall com el tio de Prince of Persia.
La veu de l'Altaïr és portada per Philip Shahbaz, i la seva cara està moldeixada a semblances de Francisco Randez, un model de Montreal. El personatge de Al Muaim's està basat en Rashid ad-Din Sinan líder de la branca siriana del Hashshashin en 1191 i va ser anomenat "El Vell de la Muntanya".

### Versió per a Windows
La versió per a PC va sortir el 8 d'abril de 2008 a Amèrica on s'inclouen quatre missions que no estan en les versions per a consola. Aquestes quatre missions són l'assassinat d'arc, el desafiament de la caça en el terrat, la destrucció de la parada del mercader i el desafiament de l'escorta.

## Banda sonora
Jade Raymond, productor d'Assassin's Creed digué: Per l'Assassin's Creed vam buscar una banda sonora que no només tingués una atmosfera macabra de la guerra medieval, sinó també ser avantguardista i contemporània. La banda sonora va ser composta per Jesper Kyd el 2007. Sis cançons van ser compostes en línia a disposició dels que han comprat el joc; una contrasenya se li va donar a tots aquests que van anar a la secció de banda sonora de la web d'Ubisoft. Diverses peces també estan disponibles a la web oficial de Kyd de MySpace. Les peces en el seu conjunt tenen la tornada en llatí arcaic i la música orquestral fosca, mentre que la cançó "La meditació comença" té una mena de Saltarello amb un molt inquietant matís fosc, ambient amb els homes que murmuren en llatí. L'ambient en aquestes peces és el que Jesper Kyd és conegut i és eficaç in situ. La banda sonora està disponible en diverses botigues de música en línia.
| #    | Nom                         | Durada |
| ---- | --------------------------- | ------ |
| 1.-  | City of Jerusalem           | 3:11   |
| 2.-  | Flight Through Jerusalem    | 3:39   |
| 3.-  | Spirit of Damascus          | 1:31   |
| 4.-  | Trouble in Jerusalem        | 4:04   |
| 5.-  | Acre Underworld             | 3:24   |
| 6.-  | Access the Animus           | 9:34   |
| 7.-  | Dunes of Death              | 1:46   |
| 8.-  | Masyaf in Danger            | 3:43   |
| 9.-  | Meditation Begins           | 2:47   |
| 10.- | Meditation of the Assassins | 3:43   |
| 11.- | The Bureau                  | 3:12   |

## Premis
Els següents premis guanyats a l'E3 del 2006 són:
Game Critics Awards
- Millor Videojoc d'Acció i Aventura.[17]

IGN
- Guanyats: Millor Videojoc d'Acció, Videojoc de PS3 de l'E3, Millor Videojoc d'Acció de PS3, Millors Gràfics de PS3
- Segons premis:, Millor Videojoc de Consola, Millor Disseny Artístic de PS3, Premi per l'Excel·lència Tecnològica de PS3
- Nominacions: Videojoc de PS3 de l'E3, Millor Tecnologia Gràfica

GameSpy
- Guanyat: Millor Videojoc de PS3 de l'E3

GameSpot
- Guanyat: Millor Videojoc de PS3 de l'E3
- Segons premis: Millor Videojoc de PS3 de l'E3, Millor Tràiler, Millors Gràfics, Millor Videojoc d'Acció i Aventura

Gametrailers
- Guanyat: Millor Videojoc de l'E3
- Segons premis: Millor Tràiler, El Més Innovador, Millor Videojoc d'Acció i Aventura

1UP
- Guanyat: Millor Videojoc de PS3
- Segons premis: Millors Gràfics, Millor Videojoc de l'E3